# L'Alqueria Blanca (sèrie de televisió)
L'Alqueria Blanca és una sèrie de Canal 9 i À Punt, estrenada el 2007. Va ser una de les sèries més reeixides d'RTVV, un èxit d'audiència en moment en què la cadena no tenia molta audiència, i que va suposar la consolidació dels actors valencians al conjunt de l'audiovisual a l'Estat Espanyol.
La sèrie està gravada als platós de la Ciutat de la Llum d'Alacant i als exteriors del llogaret de la Colònia de Santa Eulàlia, entre els municipis de Saix i Villena.
La sèrie emesa per Canal 9 comptava amb 202 capítols, tot i que, en la llista d'episodis no s'inclou que el 9 d'octubre de 2011 es va emetre la pel·lícula L'Alqueria West., i que el 2016 es va estrenar la pel·lícula Benidorm, mon amour, amb els actors de la sèrie.
À Punt anuncià el retorn de la sèrie, emetent totes les temporades, fins i tot l'11a temporada, de la qual només se'n va emetre fins al capítol 197, emés el 24 de novembre de 2013 a Canal 9, l'últim diumenge abans del tancament de la Televisió Valenciana. L'últim capítol de la sèrie gravada per Canal 9, el número 202, es va emetre a À Punt el dimecres 11 de desembre de 2019.
El 2020, À Punt anuncià que a principis de 2021 estrenaria una nova temporada de 18 capítols, ambientada 6-7 mesos després del moment que la sèrie va deixar d'emetre.
A finals de juny de 2025, la cadena va anunciar la fi de la sèrie després de disset temporades.

## Sinopsi
Està ambientada en els anys 60 i reflecteix la vida d'un poble de l'interior de l'Alcoià. En un ambient eminentment rural i marcat per les grans diferències entre les dues famílies més representatives del lloc, els Falcó i els Pedreguer, es viuen una sèrie d'històries amb l'amor per damunt de la diferència de classes, l'enveja, la gelosia i l'escàndol davant d'alguns dels avanços imparables de la societat com a eixos principals de l'argument. El que podria resultar un poble tranquil en què es reflecteix la vida absorta dels seus habitants, allunyats de les grans ciutats, dels mitjans de comunicació i dels avanços de la societat, es converteix en l'escenari d'una lluita de classes, poder i terres.

## Personatges i actors

### Actuals
Família Pedreguer
- Josep Pedreguer (Berna Llobell)
- Dora Pedreguer (Lola Moltó)
- Jaume Sanchis Pedreguer (Miguel Barberá)
- Robert Sanchis Pedreguer (Óskar Ramos)
- Raquel (María Maroto)

Família Falcó
- Joaquim Falcó (Joan Gadea)
- Teresa Martínez (Raquel Escribano)
- Assun Falcó Martínez (Nani Jiménez)
- Ximet (Alejandro Esteso)

Veïns
- Miquel Falcó (Joan Molina)
- Tonet (Ferran Gadea)
- Sento (Oscar Pastor)
- Blanca (Carme Juan)
- Tomy (Manuel Maestro)
- Ferri (Paco Sarro)
- Conxeta (Cristina Fernández)
- Pere (Àngel Fígols)
- Paqui (Inma Sancho)
- Xavi (Nelo Gómez)
- Dra. Miralles (Sara Vallés)
- Don Anselmo (Juli Cantó)
- Blai Sanchis (Álvaro Báguena)
- Diego Sanchis (Alex Gadea)
- Anitín (Iris Lezcano)
- Victòria (Paloma Vidal)

### Anteriors
- Maria Martínez (Remedios Cervantes)
- Víctor (Juanjo Prats)
- Cipriano (Guillermo Montesinos)
- Lluís Falcó (Javier Enguix)
- Empar (Elisa Lledó)
- Julia (Empar Canet)
- Rafel Sanchis (Juan Gea)

## Episodis
| Temporada | Temporada | Episodis | Episodis | Dates d’emissió        | Dates d’emissió        |
| Temporada | Temporada | Episodis | Episodis | Primera emissió        | Última emissió         |
| --------- | --------- | -------- | -------- | ---------------------- | ---------------------- |
|           | 1         | 14       | 14       | 23 de setembre de 2007 | 23 de desembre de 2007 |
|           | 2         | 13       | 13       | 13 de gener de 2008    | 20 d'abril de 2008     |
|           | 3         | 14       | 14       | 27 d'abril de 2008     | 27 de juliol de 2008   |
|           | 4         | 12       | 12       | 5 d'octubre de 2008    | 21 de desembre de 2008 |
|           | 5         | 16       | 16       | 28 de desembre de 2008 | 12 d'abril de 2009     |
|           | 6         | 15       | 15       | 26 d'abril de 2009     | 2 d'agost de 2009      |
|           | 7         | 16       | 16       | 4 d'octubre de 2009    | 24 de gener de 2010    |
|           | 8         | 17       | 17       | 31 de gener de 2010    | 30 de maig de 2010     |
|           | 9         | 40       | 40       | 12 de setembre de 2010 | 12 de juny de 2011     |
|           | 10        | 37       | 37       | 11 de setembre de 2011 | 27 de maig de 2012     |
|           | 11        | 8        | 8        | 29 de setembre de 2013 | 11 de desembre de 2019 |
|           | 12        | 18       | 18       | 21 de març de 2021     | 5 de desembre de 2021  |
|           | 13        | 55       | 55       | 2 de maig de 2022      | 15 de juliol de 2022   |
|           | 14        | 75       | 75       | 5 de setembre de 2022  | 22 de desembre de 2022 |
|           | 15        | 60       | 60       | 6 de febrer de 2023    | 10 de maig de 2023     |
|           | 16        | 45       | 45       | 15 de setembre de 2023 | 19 de maig de 2024     |

## Imatges

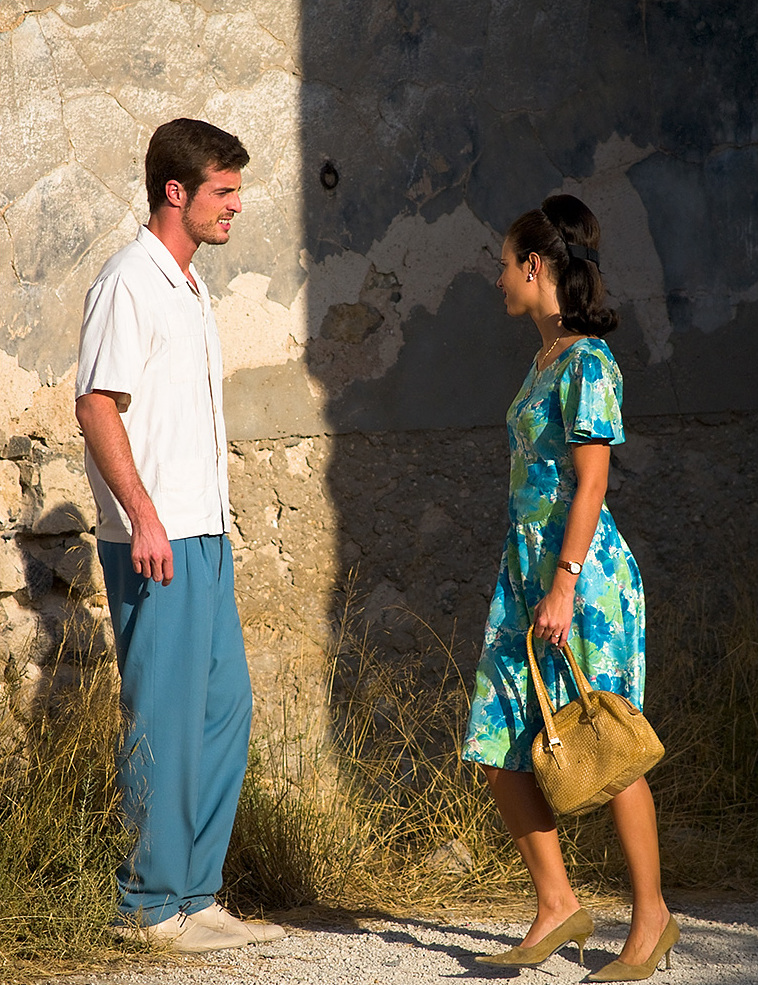
Els protagonistes de la sèrie: Jaume (Miguel Barberá) i Assun (Nani Jiménez).
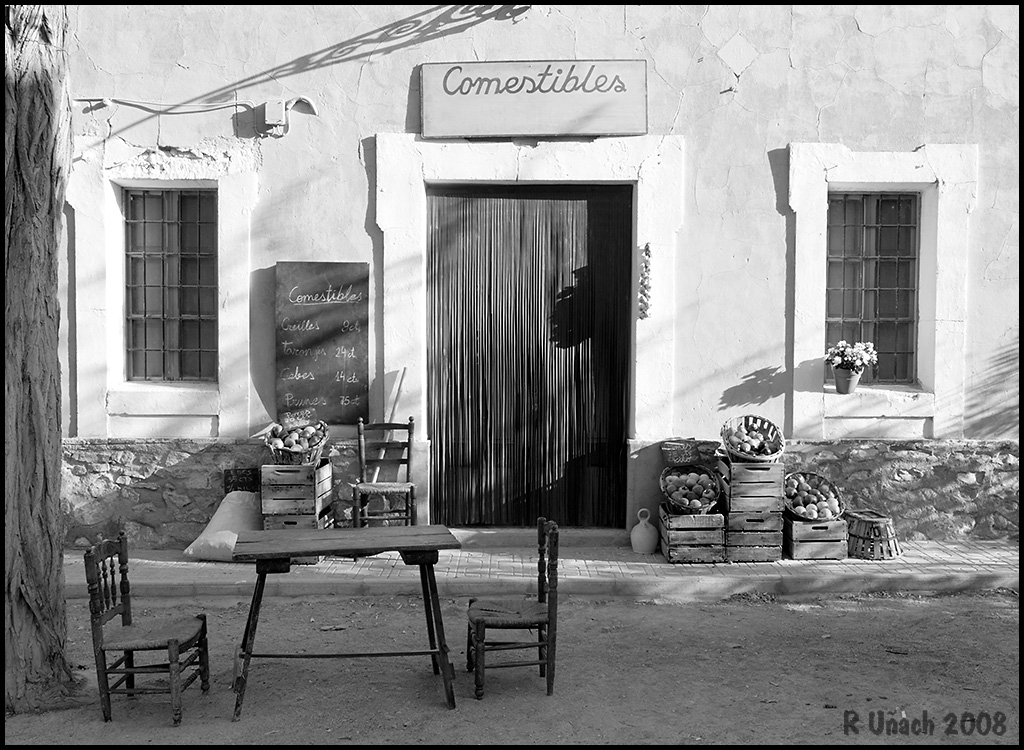
Decorats exteriors.
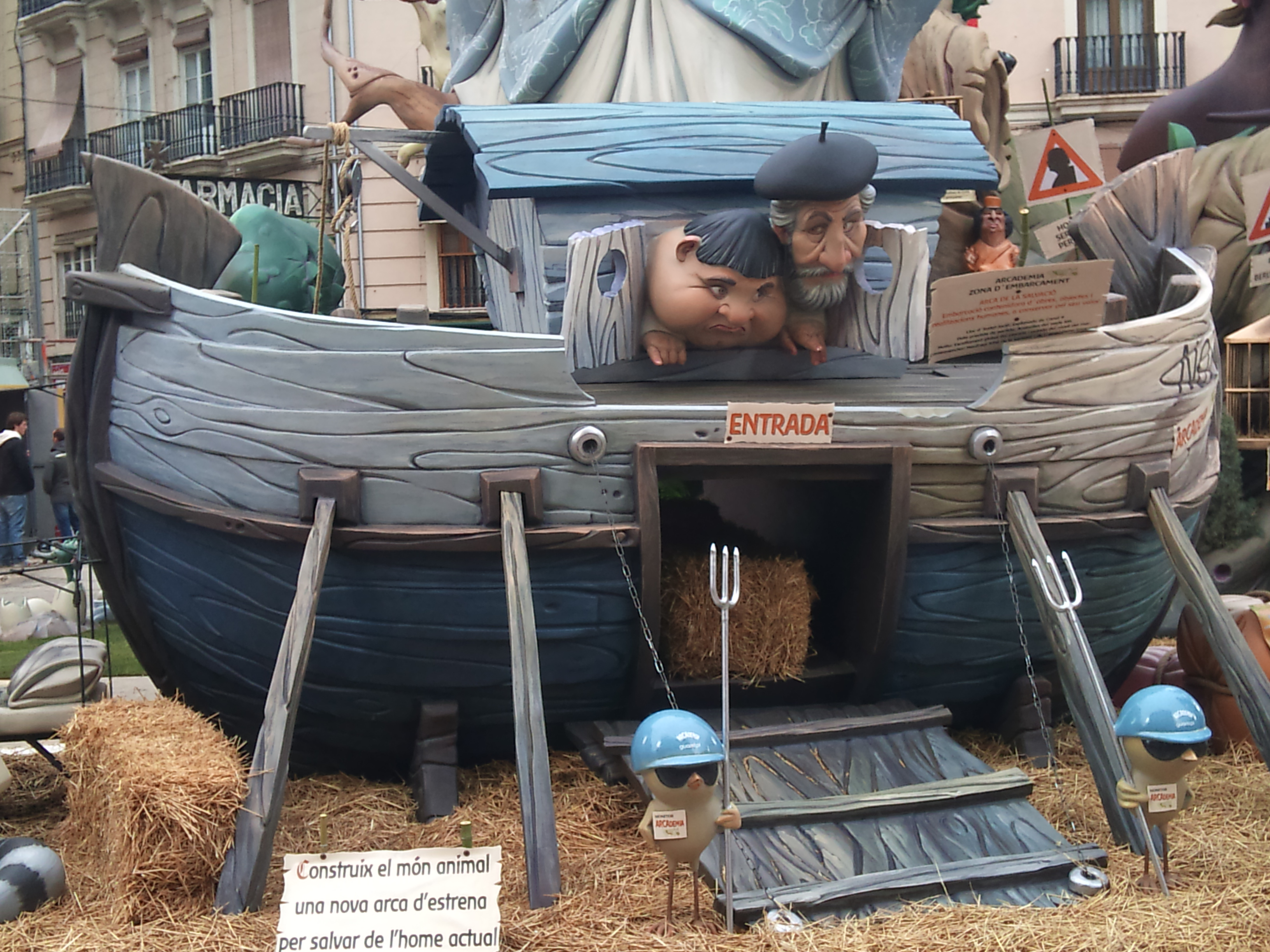
L'Alqueria Blanca, a la Falla Convent Jerusalem en 2011.
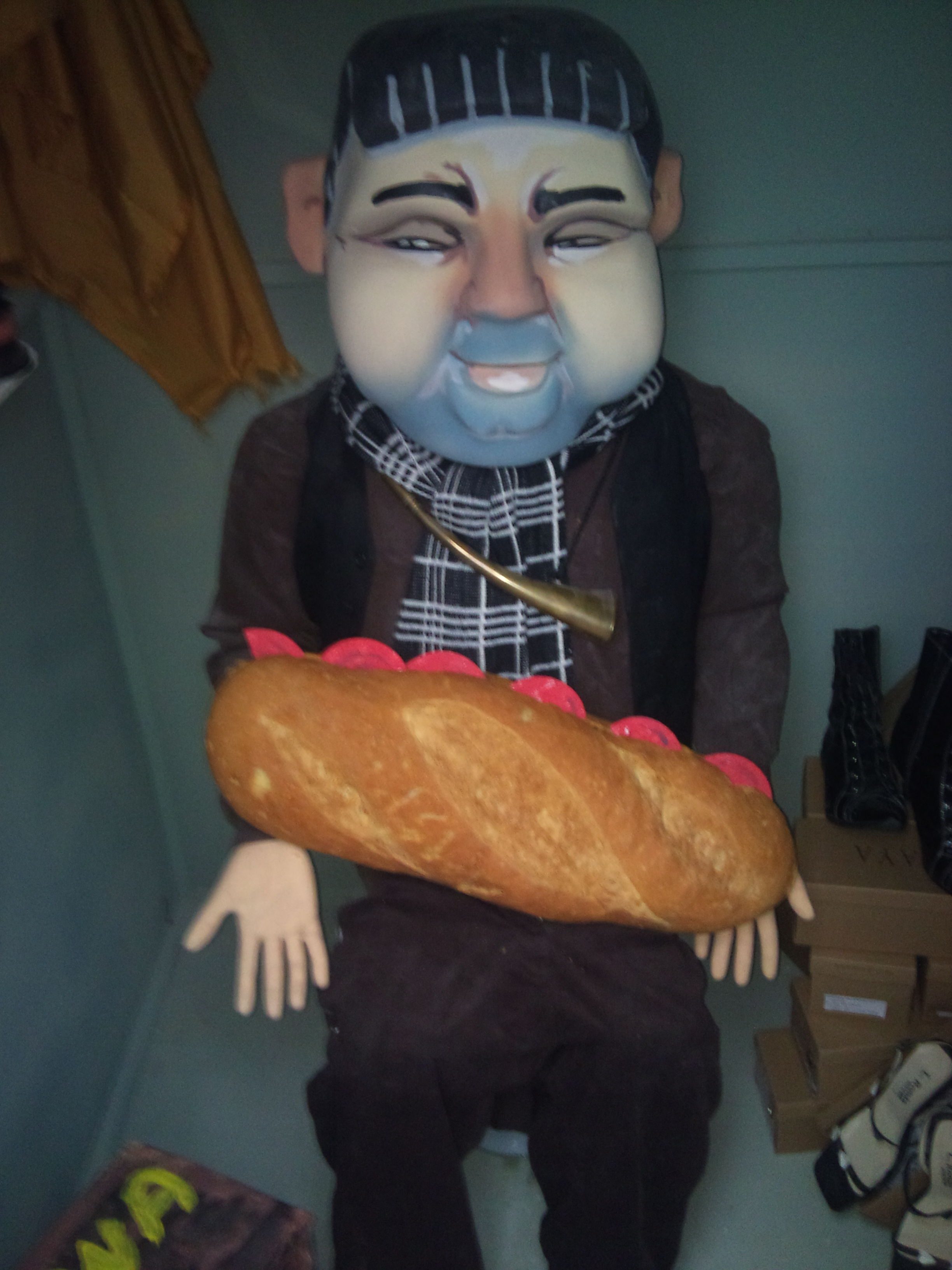
Tonet, a la Falla Blanqueries en 2011.